# موسی اشرفی
موسی اشرفی سیاست‌مدار ایرانی بود، که در دوره بیست و چهارم مجلس شورای ملی به‌عنوان نماینده بهشهر از استان مازندران در مجلس شورای ملی حضور داشت.